# Karen Young (chanteuse)
Pour les articles homonymes, voir Karen Young (actrice) et Young.
Karen (Elizabeth) Young, née le 19 juin 1951 à Montréal (Québec), est une chanteuse, auteure-compositrice, guitariste et percussionniste canadienne.

## Biographie
Née le 19 juin 1951 à Montréal au Québec, Karen Young grandit à Hudson, à l'ouest du lac des Deux-Montagnes.
Elle est surtout connue pour son talent jazz. Toutefois, elle s’intéresse également à d’autres genres musicaux, incluant les chants du Moyen Âge et de la Renaissance, le folk et la musique latine. Sa voix correspond au registre soprano pour le chant dans des chœurs. Toutefois, elle désire chanter dans un registre plus grave et veut développer un timbre de voix différent de celui de la musique classique.
Enfant, elle chante dans la chorale de l’église de son village. À 14 ans, elle délaisse la chorale. Adolescente, elle apprend à jouer de la guitare et du piano, et elle commence à écrire des chansons. À 18 ans, approchée par un producteur torontois (M.G.I.), elle enregistre un 45 tours. Son premier succès est une chanson folk Garden of Ursh enregistré pour l’étiquette Reprise.
Dans les années 1970, elle chante avec le groupe Bug Alley Band. Il s’agit d’un groupe initialement folk qui se tournera vers le jazz, inspiré par l'ensemble Lambert, Hendricks & Ross, un groupe vocal jazz américain. Bug Alley Band est alors composé de 4 musiciens/chanteurs (Mike Pinsonneault, Steve Cole, David Thompson, Karen Young) qui travaillent les harmonies vocales. Young y joue des percussions, en plus de chanter. Elle quitte ce groupe cinq ans plus tard, pour viser une carrière solo.
Au début des années 1980, Young chante avec le Studio de musique ancienne de Montréal, où elle expérimente, entre autres, la musique de la Renaissance. Dans ces années, elle participe aussi à des comédies musicales, incluant Angel en 1980 et Mati Hari en 1984. En 1981, elle enregistre le microsillon intitulé Karen Young avec des musiciens de Vancouver (Mary Saxton, Melinda Whitaker, Jon Rehder, Torben Oxbol, George Ursan, Oliver Gannon, Ted Quinlan, Ron Johnson, Fraser MacPherson, Jack Stafford, Herb Bresson, Don Clark ). Dans les années 1980, elle se joint à plusieurs groupes, dont All Smile, l’ensemble éthique Young Latins et Unclassified.
Puis, entre les années 1985 et 1990, elle réalise trois albums en duo avec le bassiste Michel Donato.
C’est en 1992 que Karen Young crée sa propre étiquette d’enregistrement nommée URSH. Elle enregistre plusieurs disques sous cette étiquette. L’autoproduction permet à Young d’enregistrer sa musique sans faire de concessions artistiques. C’est dans ce contexte qu’elle fait paraître, en 1992, son premier disque solo. Dans la même année, elle forme un nouveau trio nommé Triple Sens avec Norman Lachapelle et Francine Martel.
En 2000, elle sort l’album Canticum Canticorum, un disque de style fusion incluant des références jazz, médiévales et méditerranéennes.
En 2006, elle se joint aux musiciens de la Société de musique contemporaine du Québec. En 2007, elle consacre son album Âme, Corps et Désir à des œuvres italiennes et françaises du XIVe siècle auxquelles elle ajoute des sonorités jazz. 
En 2009, Karen Young sort l’album Electro-beatniks, un projet de musique électronique réalisé avec le bassiste Éric Auclair. 

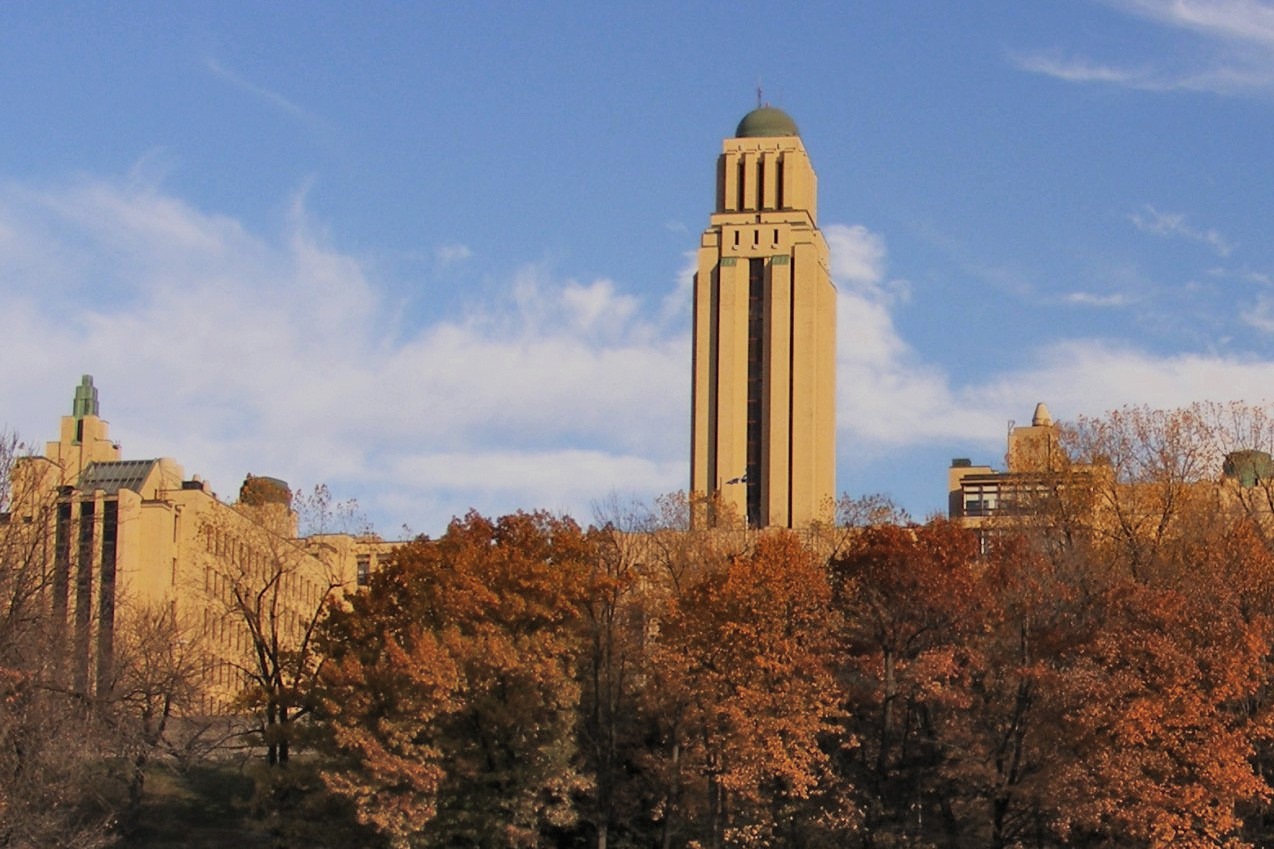
Université de Montréal

## Enseignement
Karen Young commence à enseigner le chant à l'Université de Montréal en 1988.

## Liens familiaux
Karen Young est la petite-nièce de Berkley E. Chadwick, qui est à la tête de la chorale Elgar pendant plus de 30 ans à partir des années 1920.
Karen Young est la mère de Coral Egan (en), une vocaliste jazz et pop. Cette dernière participe à plusieurs projets de sa mère.

## Discographie

### Albums studio[12],[13]
- 1981 : Karen Young
- 1985 : Karen Young/Michel Donato
- 1988 : Contredanse (avec Michel Donato)
- 1990 : En Vol III (avec Michel Donato)
- 1992 : Karen Young
- 1994 : Good News On The Crumbling Walls
- 1996 : Second Time Around (avec Michel Donato)
- 1997 : Nice Work If You Can Get It
- 2000 : Canticum Canticorum
- 2003 : La couleur du vent
- 2007 : Âme, corps et désir (2 disques)
- 2009 : Electro-Beatniks (avec Éric Auclair)
- 2015 : You Make Me Feel So Young (avec Sylvain Provost et Normand Guilbeault)
- 2015 : Miss Campanula (avec Voces Boreales, Suzie LeBlanc, Carol Egan)
- 2017 : Dreamers (avec Coral Egan)
- 2018 : Portraits - Songs of Joni Mitchell (avec Marianne Trudel)

### Album live[12],[13]
- 2002 : Live in your Living Room

### 45 tours / Singles[12],[13]
- 1971 : Garden Of Ursh
- 1988 : Billion Dollar Loan Shark
- 1992 : Lucky Lucky / Alone

## Distinctions

### Prix
- 1988 : Prix Félix du Microsillon de l’année – Jazz pour l'album Contredanse – Karen Young et Michel Donato[14]
- 2008 : Prix Félix Album de l’année pour l'album Âme, corps et désir[15]
- 2016 : Prix Oscar-Peterson au Festival de Jazz international de jazz de Montréal[16]

### Nominations
- 1986 : Microsillon de l’année/jazz (Young et Donato), au gala l’ADISQ[12]
- 1989 : Artiste ou formation anglophone de l’année, au gala d’ADISQ[12]
- 1989 : Meilleur album jazz de l’année (Contredanse), au gala des Junos[17]